# Kazemakase Tsukikage Ran
Kazemakase Tsukikage Ran (風まかせ月影蘭?) è una serie televisiva anime e commedia d'azione scritta e diretta da Akitaro Daichi e prodotta da Madhouse. La serie televisiva segue Ran e Miao, due vagabondi che affrontano tutti i tipi di antagonisti nel Giappone dell'era Tokugawa. La serie è stata trasmessa su WOWOW. In seguito andò in onda come Ran, The Samurai Girl su Animax nell'America Latina e su quella dell'Asia, la quale ha trasmesso anche un'edizione sottotitolata. La serie è concessa in licenza in Nord America da Bandai Entertainment.
Un anime classico di culto è stato aggiunto a Tubi.

## Trama
Tsukikage Ran comprende tredici racconti autoconclusivi. La serie segue i personaggi Ran e Meow che, capitando in una nuova città, incontrano vari personaggi che compiono atti illeciti. Ogni episodio culmina con un combattimento con la spada del protagonista contro il nemico e talvolta è aiutato dall'abilità nelle arti marziali di Meow.

## Colonna sonora
Tema di apertura
- "Leave it to the wind" di Akemi Misawa

Tema di chiusura
- "Leave it to the Wind 2" di Reiko Yasuhara

## Episodi
| Nº | Giapponese 「Kanji」 - Rōmaji                                   | In onda          | In onda |
| Nº | Giapponese 「Kanji」 - Rōmaji                                   | Giapponese       |         |
| 1  | 「女だてらに強かった」 - On'na date-ra ni tsuyokatta            | 26 gennaio 2000  |         |
| 2  | 「酒に涙がしみていた」 - Sake ni namida ga shimite ita          | 2 febbraio 2000  |         |
| 3  | 「いきなり母になっていた」 - Ikinari haha ni natte ita          | 9 febbraio 2000  |         |
| 4  | 「知らない間に狙われた」 - Shiranai ma ni nerawareta            | 16 febbraio 2000 |         |
| 5  | 「脱いだら結構すごかった」 - Nuidara kekkō sugokatta            | 23 febbraio 2000 |         |
| 6  | 「ホクロの位置が違ってた」 - Hokuro no ichi ga chiga~tsu teta   | 1º marzo 2000    |         |
| 7  | 「エレキでビリビリしびれてた」 - Ereki de biribiri shibire teta | 8 marzo 2000     |         |
| 8  | 「この世にゃ神などいなかった」 - Konoyo nya kami nado inakatta  | 15 marzo 2000    |         |
| 9  | 「当てにしてたら敵だった」 - Ate ni shi tetara tekidatta        | 22 marzo 2000    |         |
| 10 | 「南蛮娘はデカかった」 - Nanban musume wa deka katta            | 29 marzo 2000    |         |
| 11 | 「仇が敵になっていた」 - Ada ga teki ni natte ita               | 5 aprile 2000    |         |
| 12 | 「磔られて困ってた」 - Haritsuke rarete koma~tsu teta           | 12 aprile 2000   |         |
| 13 | 「過去にロマンス隠してた」 - Kako ni romansu kakushi teta       | 19 aprile 2000   |         |